# 伊福部氏
伊福部氏（いおきべうじ/いふくべうじ）は伊福部を氏の名とする氏族。伊福吉部氏・五百木部氏・廬城部氏とも表記する。

## 概要
「伊福部臣氏」は因幡国伊福部の伴造であり、奈良時代末期成立の伊福部氏の系図・『因幡国伊福部臣古志』では物部氏の一族とされている。『新撰姓氏録』「左京神別」には尾張氏一族の「伊福部宿禰氏」・「伊福部連氏」を載せ、「尾張連同祖、火明命之後也」とする。「大和国神別」の「伊福部宿禰氏」・「伊福部連氏」は、「天火明命子天香山命之後也」とあり、「山城国神別」の無姓の「伊福部氏」・「河内国神別」の「五百木部連氏」も「火明命之後也」と載せている。
伊福部の伴造氏は、臣や連のほかに、君・公などがあり、一族には直・首姓のものも存在した。
『因幡国伊福部臣古志』（延暦3年ごろ成立）によると、物部氏の祖である伊香色雄命の息子、武牟口命（建牟口宿禰）を祖先としている。日本武尊による征西の途中で、吉備津彦命、橘入来宿禰らとともに、稲葉夷住山の荒海という賊を征伐するために因幡国に立ち寄った、とある。その後に、孫の伊其和斯彦宿祢が成務天皇の時代に稲葉国造を賜ったとされ、允恭天皇に仕えた若子臣が、気を飄風にかえたことから気福部臣（いふきべのおみ）を賜姓されたという伝承も残されている。
25代目の久遅良は「豊御食炊屋姫天皇庚辰の年」に「臣連伴造国造諸民の本記」を定めたとあり、聖徳太子と蘇我馬子の下で『臣連伴造国造百八十部并公民等本記』の編纂作業を行なっていたとされる。
26代目で久遅良の子の都牟自（つむじ）は646年、孝徳天皇の大化2年、初めて水依評を設置し、評督に任命されている。その後、斉明天皇4年の冠位は大乙上で、同年正月には水依評のかわりに高草郡を設置した。同年3月11日、658年4月18日に死去した。
伊福吉部臣徳足比売（いふくべ の おみ とこたりひめ）は、は文武天皇の時代の采女で、位階は従七位下で、和銅元年7月1日（708年7月22日））に病歿。その遺骨を収めた銅製の骨蔵器に刻まれた銘文・墓誌は、1774年（安永3年）、伊福部氏の根拠地と推定される現在の鳥取県岩美郡国府町で石櫃の中から発見されたもので、その蓋表面に放射状の16行の文字が刻まれており、奈良時代以前の金石文として現存する16個のうちの1つである。
このほかに、雄略天皇・安閑天皇の時の廬城部連枳莒喩（いおべ の むらじ きこゆ）がおり、459年に斎宮を犯したという息子に誤って手をかけたり、535年に娘が物部尾輿の瓔珞（玉を重ねた首飾り）を盗んで、春日皇后に献上するといった不祥事を起こしている。
伊福部連一族は、天武天皇の時、684年に八色の姓で、第3位の宿禰姓を授与されている。宮城十二門の一つ殷富門（旧名伊福部門）は、大化以前から門衛に奉仕してきた伊福部氏が蘇我入鹿誅滅に参加した功を記念して名付けられたものである。
ほかの伊福部氏では、奈良時代の724年（和銅7年）に、匠（たくみ＝道路開発の技術者）である従六位上の伊福部君荒当（いほきべ の きみ あらまさ）が田を2町授与された、という記録も残されている。